# Яо Цзыи
Я́о Цзыи́ (кит. упр. 姚梓釔, пиньинь Yáo Zǐyǐ, р. 8 февраля 1995), урождённая Я́о Цзиньна́нь (кит. упр. 姚金男, пиньинь Yáo Jīnnán) — китайская гимнастка, чемпионка мира и Азиатских игр.
Яо Цзиньнань родилась в 1995 году в Фучжоу. В 2011 году заняла 2-е место в многоборье на чемпионате КНР, и завоевала серебряную и две бронзовые медали чемпионата мира. В 2012 году приняла участие в Олимпийских играх в Лондоне, но там китайская сборная стала лишь 4-й. В 2013 году стала чемпионкой КНР в многоборье, но на чемпионате мира в многоборье была лишь 5-й.
Тренер Ван Цюньцэ смог убедить родителей гимнастки в том, что, возможно, фамилия и имя влияют на то, что девушка не может достичь высот на международных первенствах: составляющие её фамилию и имя иероглифы «яо», «цзинь» и «нань» читаются одинаково с другими иероглифами, означающими «надо», «золото» и «трудно». Поэтому в апреле 2014 года было объявлено о том, что Яо Цзиньнань сменила имя с «Цзиньнань» на «Цзыи».
В мае 2014 года Яо Цзыи вновь стала чемпионкой КНР в многоборье, в сентябре стала чемпионкой Азиатских игр, а в октябре впервые завоевала «золото» чемпионата мира.